# Стойко Юлія Романівна
Юлія Романівна Стойко (19 січня 1998, Вінниця, Україна) — українська боксерка, чемпіонка та володарка Кубка України, бронзовий призер молодіжного чемпіонату світу 2015 року та молодіжного чемпіонату Європи 2016 року. Майстер спорту України. 
Тренується з 2013 року у спортивному клубі «Схід» міста Києва під керівництвом Дмитра Бутунца, виступає у ваговій категорії до 69 кг.
На чемпіонаті Європи 2018 року в 1/8 фіналу програла валлійці Роузі Екклз, на чемпіонаті світу того ж року в першому ж бою поступилася панамській спортсменці, чемпіонці світу 2014 року Атеїні Байлон.

## Спортивні результати
- Чемпіонат України з боксу серед юніорок 2014 року[4] —
- Чемпіонат України з боксу серед дівчат 2015[5] —
- Молодіжний чемпіонат світу з боксу 2015[6] —
- Чемпіонат України з боксу серед молоді 2015 року[7] —
- Чемпіонат Європи з боксу серед молоді 2016 року[8] —
- Чемпіонат України з боксу 2017 року[9] —
- Кубок України з боксу 2017 року[10] —
- Чемпіонат України з боксу 2018 року[11] —
- Міжнародний турнір на призи Марини Вольнової 2018[12] —
- Молодіжний чемпіонат України з боксу 2018 року[13] —
- Чемпіонат України з боксу 2019 року[14] —